# XBRL

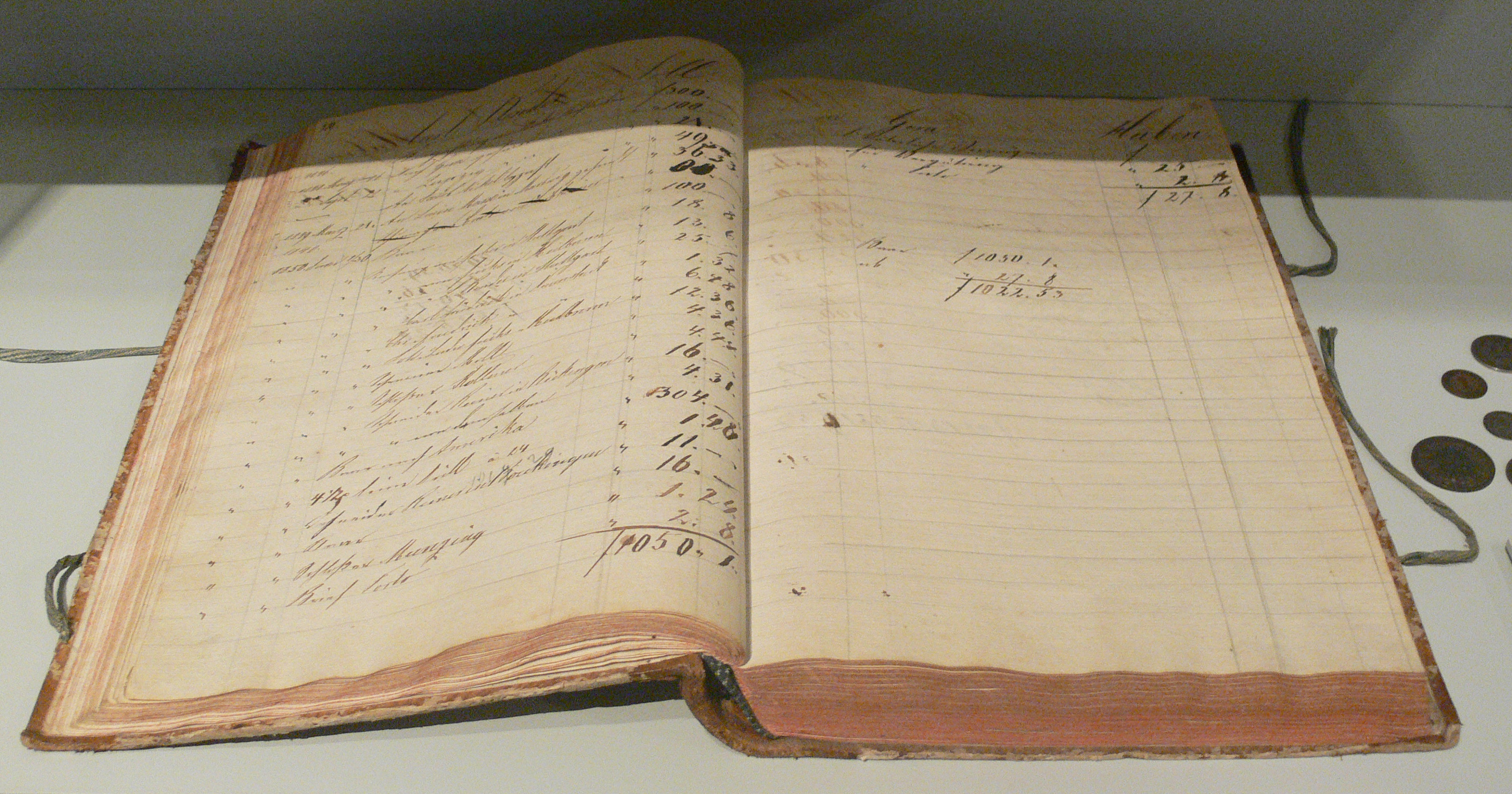
Old pic about XBRL

Conocido por su sigla XBRL, el Extensible Business Reporting Language (lenguaje extensible de informes de negocios), nace de la propuesta lanzada en 1998 por Charles Hoffman, experto contable y auditor, para simplificar la automatización del intercambio de información financiera mediante el uso del lenguaje XML. La idea de fondo de esta iniciativa no era otra que la de normalizar el formato con el que la información financiera se distribuye entre los diferentes proveedores y consumidores.
El estándar es administrado por un consorcio internacional sin ánimo de lucro (XBRL International Incorporated) formado por aproximadamente 450 organizaciones, entre las que se incluyen reguladores, agencias gubernamentales, consultoras y desarrolladores de software.
XBRL Internacional, se ha estructurado en jurisdicciones nacionales, que son organismos que se encargan, dentro de su ámbito territorial, de promover la adopción del XBRL y del desarrollo de aquellas taxonomías XBRL que definan los requerimientos de la información financiera a intercambiar dentro de un dominio concreto.
XBRL pretende normalizar el formato de la información de negocio y financiera que circula digitalmente. Para ello se basa en la definición de taxonomías, conjunto de metadatos que describen los datos a reportar, el formato y la estructura que estos tienen, así como las relaciones entre dichos datos. Técnicamente estas taxonomías son esquemas XML, que deberán cumplir las normas establecidas por la especificación XBRL, publicada por XBRL Internacional, actualmente está vigente la versión 2.1 de dicha especificación.
Por otro lado los datos que queremos reportar, es decir los hechos económicos de una entidad y un período temporal concreto, son representados mediante lo que llamamos informes XBRL (Instances en inglés) que técnicamente son archivos XML, que harán referencia a la taxonomía, esquema XML, en la que están basados.

## Estructura de XBRL
XBRL es un lenguaje que permite documentar y definir modelos de datos basados en XML y esquemas XSD. Cada Concepto XBRL dispone de una serie de propiedades que incluyen tanto las propiedades heredadas de los esquemas XSD como las propiedades definidas en la especificación XBRL.

### Estructura semántica
El documento sobre el Infoset XBRL define un modelo de objetos completo para XBRL donde se incluyen las características y relaciones de todos los objetos entre sí. Dicho documento está accesible en la web de XBRL Internacional dentro de la sección sobre Public Working Draft y ha sido creado por una empresa Española de las que se citan más abajo y cuyas contribuciones al desarrollo del estándar XBRL incluyen, entre otras, la especificación de Dimensiones 1.0...

### Estructura sintáctica
Lo componen un número variable de ficheros XML relacionados mediante el estándar XLink del W3C.
El conjunto de ficheros relacionados mediante las reglas descritas en la especificación XBRL 2.1 se denomina DTS (Discoverable Taxonomy Set).
Ficheros XBRL:
- Label: Etiquetas de cada campo, en varios idiomas.
- Definition: Definición del campo.
- Presentation: Reglas de presentación de los campos, precedencia.
- Reference: Referencias legales, comentarios y notas sobre cada campo.
- Calculation: cálculos matemáticos y relaciones entre los campos.
- Other: Otros tipos de relaciones están también permitidas siempre y cuando cumplan con XLink.

Finalmente un fichero XML contendrá los datos numéricos y no numéricos de cada campo y referenciará a los ficheros de la taxonomía.